# (13298) Namatjira
(13298) Namatjira est un astéroïde de la ceinture principale.

## Description
(13298) Namatjira est un astéroïde de la ceinture principale. Il fut découvert le 15 septembre 1998 à Reedy Creek par John Broughton. Il présente une orbite caractérisée par un demi-grand axe de 2,39 UA, une excentricité de 0,10 et une inclinaison de 5,9° par rapport à l'écliptique.

## Compléments